# Tulunidzi
Tulunidzi – dynastia emirów Egiptu, panująca w latach 868–905. 
Wywodzili się z tureckiej gwardii sprowadzonej z Iraku. Za protoplastę rodu uważa się Ahmada Ibn Tuluna, początkowo namiestnika Egiptu z ramienia Abbasydów, który jednak usamodzielnił się w tej prowincji. Panowanie jego i jego syna Chumarawajha uważa się za okres świetności Tulunidów. Za panowania małoletnich następców tego ostatniego nastąpiło osłabienie dynastii, która w roku 905 została obalona przez najazd Abbasydów.

## Emirowie z dynastii Tulunidów
- Ahmad Ibn Tulun 868-884
- Chumarawajh 884-896
- Dżajsz Ibn Chumarawajh 896
- Harun Ibn Chumarawajh 896-904
- Szajban 904-905